# Rhona Martin
Rhona Martin (Irvine, 12 de octubre de 1966) es una deportista británica que compitió por Escocia en curling.
Participó en dos Juegos Olímpicos de Invierno, obteniendo una medalla de oro en Salt Lake City 2002 y el quinto lugar en Turín 2006. Ganó una medalla de plata en el Campeonato Europeo de Curling Femenino de 1998.

## Palmarés internacional
| Representando al Reino Unido |                                 |                  |        |
| Juegos Olímpicos             |                                 |                  |        |
| Año                          | Lugar                           | Medalla          | Prueba |
| 2002                         | Salt Lake City (Estados Unidos) | Medalla de oro   | Equipo |
| Representando a Escocia      |                                 |                  |        |
| Campeonato Europeo           |                                 |                  |        |
| Año                          | Lugar                           | Medalla          | Prueba |
| 1998                         | Flims (Suiza)                   | Medalla de plata | Equipo |